# 霍比特人 (游戏)
《霍比特人》是1982年互动式小说电子游戏，在家用电脑ZX Spectrum上发售。它基于1937年J·R·R·托尔金所著的《霍比特人》，由Beam Software 的菲利普·米切爾（Philip Mitchell）和维罗妮卡·梅格勒开发，并由Melbourne House发行。随后，它被移植到当时已经问世的大部分家用电脑平台上，包括Commodore 64、BBC Micro和Oric。 游戏还与图书出版商签订协议，与原作《霍比特人》一书捆绑销售。
米切爾为游戏编写了一种在当时非常先进的语法分析器，并称它为「Inglish」。当时，大多数冒险游戏使用的是简单的动-名词分析器，玩家只能输入像“拿到台灯（get lamp）”这样的简单短语。但有了Inglish，玩家可以输入更加复杂的句子，如“问问甘道夫那幅奇怪的地图是怎么回事儿然后拿起剑并用它杀死巨魔（ask Gandalf about the curious map then take sword and kill troll with it）”。引入了代词、副词（“恶狠狠地攻击半兽人（viciously attack the goblin）”）、标点符号和介词的Inglish可以处理复杂且符合日常语言习惯的句子。于是，玩家得以以前所未有的方式与游戏世界互动。

## 游戏玩法
游戏使用了大量的图像来表现不同的场景，这些图像以肯特·里斯（Kent Rees）的设计为蓝本。为了节省空间，磁带版游戏以压缩格式存储这些图像：先是储存轮廓信息，然后再在屏幕上以Flood fill算法填充封闭区域。因为当时的CPU运行速度缓慢，所以每个场景的绘制都需要几秒钟的时间。基于磁盘的游戏版本则使用了预先渲染的、更高质量的图像。
维罗妮卡·梅格勒为游戏开发了一套创新的围绕文本的物理系统。包括角色在内，游戏中所有物体的大小、重量和弹性都被仔细计算过。物体可以被放置在其它物体内，可以被绳子连接在一起，也可以被损坏或打碎。要想通过其中一个关卡，玩家需要让主角坐进一个桶里，稍事休息，然后连人带桶被扔进活板门。
不同于其它互动式小说，《霍比特人》是实时的。如果玩家挂机太久，导致“WAIT”命令被自动调用，便会有意外事件发生。输入“PAUSE”命令即可将这个设计关闭，游戏进程会被立即中止，直到玩家再次按下任意按键。
游戏设有非玩家角色（NPC），他们完全独立于玩家，并且受完全相同的游戏规则约束。由于他们的行动会受到其忠诚度、能力和个性的影响，所以无法被准确预测。比如，甘道夫的角色就会在世界各地（大约50个场景）中闲逛、挑挑拣拣、冲锋陷阵、或变成俘虏。
角色行为的随机性，加上丰富的物理系统，以及难以预测的战斗系统，使游戏的玩法多种多样，但这种自由度有时也会导致问题，比如一个重要角色可能被提前杀死。针对这种情况的应对方案也同样多得数不清，现在看来，该游戏可以被视为浮现式玩法最初的实例之一。这必然会导致程序出错，在开发过程中，梅格勒就曾目睹动物NPC在玩家到达之前互相残杀。于是，该游戏的说明文档警告道，“由于本游戏的庞大体量和复杂性，我们无法保证它永远不会犯错”。游戏发售后，Melbourne House修正了部分错误，发布了1.1版本。但还有一个导致游戏不可获胜的错误未被修正，最终迫使其发布1.2版本。但是该公司一直没有能够修正所有错误。

## 反响
1985年的《信息》杂志给Commodore 64上的《霍比特人》打了三星（满分五星），称它的图形水准“令人愉快但并非顶级”，而它的语法分析器和谜题设计与“当今大多数冒险游戏区别不大”。该杂志得出的结论是：“托尔金的粉丝大概会对它感到满意”。
《霍比特人》在 1983 年的 ZX Spectrum以及次年的C64和BBC平台上登顶英国畅销榜，并在1983年荣获金摇杆最佳策略游戏奖。游戏也取得了巨大的商业成功，头两年它以14.95英镑的零售价卖出了超过100,000份。雖然没有游戏的实际销售数据记录，但根据1985年3月的一篇文章的估计，它的销售量可能在100,000到200,000之间，甚至有可能达到了500,000，它很有可能是“有史以来最畅销的文字冒险游戏，只有Infocom的《魔域》可以挑战它的地位”。相当多的图像使用（而不是仅有文字），Inglish分析器的灵活性，非玩家角色新颖的独立性，和托尔金原作的流行度，一同造就了这款现象级的游戏。
1989年，《Macworld》杂志评测了Macintosh版本的《霍比特人》、《护戒使者：指环王游戏一》和《魔多之影：指环王游戏二》，并批评《霍比特人》“尤其笨拙”，理由是游戏体验“被仅有400字的输入词汇破坏”，而後两部作品的输入词汇达到了800字。《Macworld》称《护戒使者》“非常精致”，并推荐玩家放弃《霍比特人》，从《护戒使者》入手该系列。他们称赞了霍比特人的画面，却表示在後两部作品中，“美术对游戏的整体魅力几乎没有贡献”。此外，《Macworld》批评了文本冒险格式的僵硬和过时（尽管它也承认“游戏的程序是在十年前编写的“）不过，它也肯定了这三款游戏“富有文学性，在精神上忠实于原著”。
为了方便玩家，大衛·艾爾坎（David Elkan）于1984年出版了一本名为《霍比特人游戏指南》的书。
紧随《霍比特人》之后，开发商Beam Software推出了1985年的《指环王：第一作》、1987年的《魔多之影：指环王第二作》和1989年的《末日裂缝》。他们还会在《神探夏洛克》中再次使用Inglish。
1986年，CRL发行了一部模仿《霍比特人》的游戏——《The Boggit》。
游戏的一句台词在流行文化中广为流传：“索林坐下唱起黄金之歌（Thorin sits down and starts singing about gold）”。 
Nick Montfort的《Twisty Little Passages》一书也提到了本游戏，该书探讨了互动型小说的历史和形式。
《Discworld Noir》一书也提及《霍比特人》 ：当主角Lewton看到有人钻进酒桶藏身时，他不知为何想起了“等待——时光如梭（You wait – time passes）”和“索林坐下唱起黄金之歌”这两句话。